# Шабунин, Борис Александрович
Борис Александрович Шабунин (21 сентября 1946 — 21 мая 2016) — советский и российский архитектор и преподаватель, профессор МАРХИ, советник Российской академии архитектуры и строительных наук. Лауреат конкурса «Золотое сечение».

## Биография
Свою профессиональную архитектурную деятельность начал в 1971 году в мастерской архитектора И. З. Чернявского (ЦНИИЭП Лечебно-курортных зданий). Свои основные работы осуществил, работая в мастерской В. В. Лебедева (Моспроект-1, мастерская 12). За 17 лет работы в мастерской принимал участие в разработке проектов застройки кварталов и жилых районов на территории Калининского (теперь части Таганского и Лефортовского районов) и Перовского районов.
К наиболее крупным индивидуальным проектам, осуществлённым в натуре, относятся застройка центра «Ивановское», кинотеатр «Саяны», жилые дома на Авиамоторной ул., вл.11 и 51. Работая в мастерской Я. Б. Белопольского (Моспроект-1, мастерская 10) принимал участие в работе над застройкой района Северное Бутово.
На 2-м съезде Союза Архитекторов РСФСР в 1985 году был избран в правление Союза. В качестве одного из секретарей правления занимался проблемами, связанными с творческой деятельностью архитекторов, разработкой новых организационных форм (кооперативы, персональные мастерские).
С 1990 года работал в собственной частной мастерской. За прошедшие с этого времени годы мастерской выполнен ряд проектов, такие, как жилой комплекс в г. Набережные Челны (РД), жилой комплекс на Хавской ул., жилой комплекс на 5-й ул. Ямского Поля, проект жилого дома на Верхней Масловке 25, удостоенный номинации «Золотого сечения 2005».
Построены: жилой комплекс в Куркино (м-н № 1), административное здание в Пестовском пер. 16, жилой дом на ул. Хачатуряна 10-12, ставший лауреатом премии «Хрустальный Дедал», административное здание по Рочдельской ул. 30, удостоенное премии «Золотое сечение 2003» и премии мэра города Москвы, Административное здание на Сущёвском Валу 18, ставшее номинантом премии «Дом года-2006» и получившее золотой диплом «Зодчества 2007», кинотеатр «Саяны». Ряд коттеджей, построенных в Подмосковье отмечен публикациями в архитектурных журналах. За жилой дом на ул. Хачатуряна удостоен Государственной премии по литературе и искусству за 2002 год.
С 1998 года являлся профессором Академии МАРХИ, совмещая практическую деятельность с преподаванием на кафедре жилых зданий.
Умер 21 мая 2016 года в Москве. Похоронен на Введенском кладбище.